# Schafhaus (Küps)
Schafhaus ist ein Gemeindeteil des Marktes Küps im Landkreis Kronach (Oberfranken, Bayern).

## Geographie
Das ehemalige Dorf ist mittlerweile in der Schafgasse des Gemeindeteils Schmölz aufgegangen. Im Südwesten jenseits der Staatsstraße 2200 befinden sich die Luitpoldlinden, die als Naturdenkmal geschützt sind.

## Geschichte
Gegen Ende des 18. Jahrhunderts gehörte Schafhaus zur Realgemeinde Schmölz. Das Hochgericht übte das Rittergut Schmölz im begrenzten Umfang aus. Es hatte ggf. an das bambergische Centamt Burgkunstadt-Marktgraitz auszuliefern. Das Rittergut Schmölz war zugleich Grundherr des Anwesens.
Mit dem Gemeindeedikt wurde Schafhaus dem 1808 gebildeten Steuerdistrikt Schmölz und der 1818 gebildeten Ruralgemeinde Schmölz zugewiesen. Am 1. Mai 1978 wurde Schafhaus im Zuge der Gebietsreform in Bayern in die Gemeinde Küps eingegliedert.

### Einwohnerentwicklung
| Jahr      | 001818 | 001861 | 001871 | 001885 | 001900 | 001925 | 001950 | 001961 | 001970 | 001987 |
| Einwohner |        | 5      | *      | 11     | 6      | 5      | 24     | 33     | 53     | †      |
| Häuser    | 1      |        |        | 1      | 1      | 1      | 2      | 6      |        | †      |
| Quelle    | [ 4 ]  | [ 6 ]  | [ 7 ]  | [ 8 ]  | [ 9 ]  | [ 10 ] | [ 11 ] | [ 12 ] | [ 13 ] | [ 14 ] |

## Religion
Die Protestanten sind nach St. Laurentius (Schmölz) gepfarrt und die Katholiken nach Heiligste Dreifaltigkeit (Theisenort).